# Moussa Ahmed Idriss
Moussa Ahmed Idriss, né en 1933 à Doudah, et mort le 5 juin 2020, est un homme politique, ancien député de la Ve République, élu dans la circonscription de la côte française des Somalis (CFS), devenue la république de Djibouti en 1977.

## Carrière
Il est infirmier à l'hôpital Peltier de Djibouti, puis travaille à la Banque d'Indochine.
Militant nationaliste, il participe à la fondation du Parti du mouvement populaire (PMP) dont il prend la tête. Il est élu à l'Assemblée territoriale le 23 juin 1957 sur la liste de Mahmoud Harbi.

Il est élu à l'Assemblée nationale française en novembre 1962, soutenu par le PMP contre Hassan Gouled Aptidon et Ahmed Dini. Il siège jusqu'en 1967 sur les bancs de l'Union pour la nouvelle République (UNR). En 1963, il signe l'accord d'Arta qui rejette les revendications étrangères sur la CFS. En 1966, il soutiendrait à nouveau les mouvements indépendantistes.
A l'indépendance, il devient député. En 1981, il fonde un parti d'opposition avec Ahmed Dini et Abdallah Mohamed Kamil. Il est alors arrêté.
En 1999, il est candidat à l'élection présidentielle contre Ismail Omar Guelleh.